# Carnaval de Cachoeiro de Itapemirim
O Carnaval de Cachoeiro de Itapemirim é movimentado especialmente pelos desfiles de escolas de samba, blocos de sujo, batalhas de confete. que são realizados na Linha Vermelha e no Mercado Municipal São João.

## Resultados

### 2009
| Pos | Escolas                   | Pts   | Classificação ou rebaixamento | Ref   |
| --- | ------------------------- | ----- | ----------------------------- | ----- |
| 1   | Independente do Aquidaban |       | Campeã de 2009                | [ 2 ] |
| 2   | Explosão do Novo Parque   |       | [ 2 ]                         |       |
| 3   | Velha Guarda do Samba     | [ 2 ] |                               |       |
| 4   | Torcida Jovem Estrela     | [ 2 ] |                               |       |

### 2010
| Grupo A | Grupo A                    | Grupo A     | Grupo A                       | Grupo A     |
| Pos     | Escolas                    | Pts         | Classificação ou rebaixamento | Ref         |
| ------- | -------------------------- | ----------- | ----------------------------- | ----------- |
| 1       | Explosão do Novo Parque    |             | Campeã de 2010                | [ 3 ] [ 4 ] |
| 2       | Velha Guarda do Samba      |             | [ 3 ] [ 4 ]                   |             |
| 3       | Independentes de Aquidaban | [ 3 ] [ 4 ] |                               |             |

### 2011
| Grupo A | Grupo A                  | Grupo A | Grupo A                       | Grupo A |
| Pos     | Escolas                  | Pts     | Classificação ou rebaixamento | Ref     |
| ------- | ------------------------ | ------- | ----------------------------- | ------- |
| 1       | Independente do Aquidabã |         | Campeã de 2011                | [ 5 ]   |
| 2       | Velha Guarda do Samba    |         | [ 5 ]                         |         |
| 3       | Explosão do Novo Parque  | [ 5 ]   |                               |         |
| 4       | Unidos do Zumbi          | [ 5 ]   |                               |         |

### 2012
| Grupo A | Grupo A                    | Grupo A | Grupo A                       | Grupo A |
| Pos     | Escolas                    | Pts     | Classificação ou rebaixamento | Ref     |
| ------- | -------------------------- | ------- | ----------------------------- | ------- |
| 1       | Explosão do Novo Parque    |         | Campeã de 2012                | [ 6 ]   |
| 2       | Independentes de Aquidaban |         | [ 6 ]                         |         |

### 2013
| Pos | Escolas                   | Pts  | Classificação ou rebaixamento | Ref   |
| --- | ------------------------- | ---- | ----------------------------- | ----- |
| 1   | Independentes do Aquidabã | 97,1 | Campeã de 2013                | [ 7 ] |
| 2   | Explosão do Novo Parque   | 97   |                               | [ 7 ] |
| 3   | Acadêmicos do União       | 90,9 | [ 7 ]                         |       |
| 4   | Unidos do Zumbi           | 79   | [ 7 ]                         |       |

### 2014
| Pos | Escolas                   | Pts   | Classificação ou rebaixamento | Ref   |
| --- | ------------------------- | ----- | ----------------------------- | ----- |
| 1º  | Unidos do Zumbi           |       | Campeã de 2014                | [ 8 ] |
| 1º  | Explosão do Novo Parque   | [ 8 ] | Campeã de 2014                |       |
| 3º  | Independentes do Aquidabã |       | [ 8 ]                         |       |

### 2015
| Posição | Escola                    | Ref.  |
| ------- | ------------------------- | ----- |
| 1º      | Explosão do Novo Parque   | [ 9 ] |
| 2º      | Independentes do Aquidabã | [ 9 ] |
| 3º      | Unidos do Zumbi           | [ 9 ] |

### 2016
Não houve.